# Brachyleptura rubrica
Brachyleptura rubrica là một loài bọ cánh cứng trong họ Cerambycidae.